# Révolution (émission de danse)

Révolution est une compétition Québécoise de danse produite par le Groupe Fair-Play et diffusée sur la chaîne TVA. Elle est animée par Sarah-Jeanne Labrosse, et jugée par Lydia Bouchard, Jean-Marc Généreux et Mel Charlot. Cette dernière remplace Larry et Laurent Bourgeois (aussi connus par leur surnom Les Twins) depuis la cinquième saison. Des danseurs, seuls ou en groupe, présentent des numéros aux juges pour un grand prix de 100 000 $. L'émission se distingue par ses 128 caméras disposées tout autour de la scène circulaire, qui capturent un moment précis de chaque danse pour créer une Révolution. L'image résultante est une partie intégrante de l'évaluation des danseurs.

## Format

### Juges
Surnommés les "Maîtres", les juges votent à l'aide d'un levier devant leur siège. Le système de vote varie avec la progession de la compétition.
Les juges lors des quatre premières saisons sont Lydia Bouchard, les Twins Larry et Laurent Bourgeois, et Jean-Marc Généreux, les Twins partageant un seul levier.
À partir de la cinquième saison, les Twins (qui se partageaient un seul vote) sont remplacés par Mel Charlot.

### Déroulement de la saison

#### Auditions
Les premiers épisodes de l'émission sont consacrés aux auditions. Les danseurs préparent des numéros d'une minute, et les juges peuvent à tout moment pousser leur levier pour voter pour un danseur. Les danseurs qui récoltent l'unanimité (trois votes) passent directement à l'étape des face-à-face. Les danseurs qui récoltent deux votes vont au ballotage, et ceux qui n'obtiennent qu'un vote, ou aucun vote, sont éliminés. Après chaque numéro, les juges discutent avec les danseurs et donnent une critique.
Lors de la saison 5, la salle des danseurs obtient le pouvoir de sauver un seul compétiteur si le choix des juges élimine un compétiteur. Ce sauvetage ne peut être utilisé qu'une seule fois, et la salle des danseurs passe au vote après chaque numéro. L'intérprête est sauvé lorsqu'il gagne un vote de majorité.

#### Ballotage
Suivant les auditions, les danseurs ayant seulement obtenu deux votes se présentent de nouveau devant les juges, avec des prestations de 45 secondes. Après avoir vu tous les danseurs, les maîtres décident entre eux qui passera à la prochaine étape. Le nombre de places disponibles est déterminé par le nombre de danseurs ayant déjà obtenu une place aux face-à-face.

#### Face-à-face
Les compétiteurs restants bénéficient d'un mois pour se préparer à un duel de danse. Ils s'affrontent deux danseurs ou troupes à la fois, et les juges votent pour la meilleure performance en poussant leur levier d'un côté ou de l'autre. L'interprète qui a le moins de votes est éliminé, à moins que les juges leur accorde une exception sous la forme d'un sauvetage. Chaque juge peut ainsi sauver un interprète.

#### ÉpreuveRévolution/Ultime sélection
Après les éliminations, les juges passent en revue tous les moments Révolution pour sélectionner les plus impressionnants, et les danseurs choisis passent aux quarts de finale.
Dès la quatrième saison, l'épreuve Révolution est remplacée par l'ultime sélection, qui élimine un tiers des compétiteurs en deux étapes. Les juges votent d'abord individuellement sur les danseurs retenus, et ceux qui reçoivent trois votes passent directement aux rondes des finales. Les intéprètes restants doivent préparer un nouveau numéro de danse pour les juges, avec qui ils ont un coaching privé. Les juges se consultent après avoir vu les performances pour choisir qui ira jusqu'aux finales.

#### Quart de finale/duos improbables
Suivant les face-à-face, l'émission créé des "duos improbables" en jumelant deux compétiteurs le temps d'un numéro. Les paires préparent des performances ensemble selon le thème et la chanson imposés par les juges. Les juges donnent ensuite une note sur 100, basée à parts égales sur la Révolution et sur l'ensemble de la performance. Les équipes avec les notes les plus élevées passent aux demi-finales.

#### Demi-finale
Les huit danseurs restants présentent aux juges un numéro plus long et plus élaboré, souvent avec des accessoires et des décors, avec pour thème leur histoire personnelle. Ils reçoivent ensuite une note sur 50 pour leur chorégraphie, et une note sur 50 pour leur Révolution. Les quatre danseurs ou équipes avec les notes les plus élevées passent en finale.

#### Grande finale
Les compétiteurs présentent chacun un numéro aux juges, qui choissisent deux d'entre eux pour une dernière représentation. Les derniers numéros durent 45 secondes, et le ou les gagnants sont nommés après le vote des juges.

## Saisons

### Saison 1
La première saison de Révolution a été diffusée entre le 23 septembre et le 2 décembre 2018. Les gagnants de la saison 1 sont Team White de St-Sauveur, un duo composé d'Alexandre et Katerine Leblanc, frère et sœur.
| Nom                       | Quart de finale | Demi-finale | Finale          |
| ------------------------- | --------------- | ----------- | --------------- |
| Team White                | Retenus         | Retenus     | Grands gagnants |
| Yoherlandy                | Retenu          | Retenu      | Finaliste       |
| C4                        | Retenues        | Retenues    | Éliminées       |
| Charles-Alexis            | Retenu          | Retenu      | Éliminé         |
| Flip                      | Retenus         | Éliminés    |                 |
| Guillaume et IsaBelle     | Retenus         | Éliminés    |                 |
| Jean-Philippe et Laurence | Retenus         | Éliminés    |                 |
| Rahmane                   | Retenu          | Éliminé     |                 |
| MARVL                     | Éliminés        |             |                 |
| Tommy et Sunny            | Éliminés        |             |                 |
| Vincent et Bianca         | Éliminés        |             |                 |
| Willow                    | Éliminés        |             |                 |

### Saison 2
La deuxième saison de Révolution a été diffusée entre le 22 septembre et le 1er décembre 2019. Les gagnants de la saison 2 sont Janie Richard et Márcio Vinicius Paulino Silveira, un duo de danseurs contemporains.
| Nom                 | Quart de finale | Demi-finale | Finale                        |
| ------------------- | --------------- | ----------- | ----------------------------- |
| Janie et Márcio     | Retenus         | Retenus     | Grands gagnants               |
| Adriano et Samantha | Retenus         | Retenus     | Finalistes                    |
| Alex et Alex        | Retenus         | Retenus     | Alex Francœur éliminé en solo |
| Krankyd             | Retenus         | Retenus     | Éliminés                      |
| Samuel Cyr          | Retenu          | Retenu      | Éliminé                       |
| 5 Alive             | Retenus         | Éliminés    |                               |
| Kyô                 | Retenus         | Éliminés    |                               |
| Kyra Jean-Green     | Retenue         | Éliminée    |                               |
| Misha et Yulia      | Retenus         | Éliminés    |                               |
| Ophélie Bégin       | Retenue         | Éliminée    |                               |
| Cindy Mateus        | Éliminée        |             |                               |
| JR Maddripp         | Éliminé         |             |                               |
| Raphaël Gagnon      | Éliminé         |             |                               |
| Young Prodigy Crew  | Éliminés        |             |                               |

### Saison 3
La troisième saison de Révolution a été diffusée entre le 19 septembre et le 28 novembre 2021. Les gagnants de la saison 3 sont Cindy Mateus, Rahmane Belkebiche et Yoherlandy Tejeiro Garcia, un trio de compétiteurs des saisons précédentes.
| Nom                          | Quart de finale | Demi-finale | Finale          |
| ---------------------------- | --------------- | ----------- | --------------- |
| Cindy, Rahmane et Yoherlandy | Retenus         | Retenus     | Grands gagnants |
| Willow                       | Retenus         | Retenus     | Finalistes      |
| Tommy Durant                 | Retenu          | Retenu      | Éliminé         |
| Yannick et Eliana            | Retenus         | Retenus     | Éliminés        |
| Bianca et Vincent            | Retenus         | Éliminés    |                 |
| Break City All Stars         | Retenus         | Éliminés    |                 |
| Justin                       | Retenu          | Éliminé     |                 |
| Justin Jackson               | Retenu          | Éliminé     |                 |
| Missy et Alexander           | Retenus         | Éliminés    |                 |
| Nikita et Virginie           | Retenus         | Éliminés    |                 |
| Marco-Édouard                | Éliminé         |             |                 |
| T.Acos                       | Éliminées       |             |                 |
| Taminator                    | Éliminée        |             |                 |
| Union QMDA                   | Éliminés        |             |                 |

### Saison 4
La quatrième saison de Révolution a été diffusée du 18 septembre au 4 décembre 2022. Les gagnants de la saison 4 sont Marie-Josée Corriveau et Jason Morel, un duo formé spécialement pour participer à l'émission.
| Nom                       | Quart de finale | Demi-finale | Finale          |
| ------------------------- | --------------- | ----------- | --------------- |
| Marie-Josée et Jason      | Retenus         | Retenus     | Grands gagnants |
| Sunny St-Hillien Boisvert | Retenu          | Retenu      | Finaliste       |
| Clique                    | Retenues        | Retenues    | Éliminées       |
| Denys et Antonina         | Retenus         | Retenus     | Éliminés        |
| Angélyk Delisle-Hevey     | Retenue         | Éliminée    |                 |
| Ann-Florence et Ophélie   | Retenues        | Éliminées   |                 |
| BAD                       | Retenues        | Éliminées   |                 |
| Mikaël St-Hilaire         | Retenu          | Éliminé     |                 |
| Éklectik                  | Éliminées       |             |                 |
| Jessie et Jason           | Éliminés        |             |                 |
| Joanne et Anton           | Éliminés        |             |                 |
| Sébastien Leroux          | Éliminé         |             |                 |
| The M-Theory              | Éliminés        |             |                 |
| TNV                       | Éliminés        |             |                 |

### Saison 5
La cinquième saison de Révolution a été diffusée du 17 septembre au 3 décembre 2023. Cette saison marque le départ des Twins et l'arrivée de Mel Charlot en tant que juge. La gagnante de la saison 5 est Gabrielle Boudreau, la première soliste féminine à remporter Révolution.
| Nom                | Quart de finale | Demi-finale | Finale          |
| ------------------ | --------------- | ----------- | --------------- |
| Gabrielle Boudreau | Retenue         | Retenue     | Grande gagnante |
| Sébastien Leroux   | Retenu          | Retenu      | Finaliste       |
| Jordan et Santiago | Retenus         | Retenus     | Éliminés        |
| Sean Wathen        | Retenu          | Retenu      | Éliminé         |
| Zachary            | Retenu          | Éliminé     |                 |
| Incandescent       | Retenus         | Éliminés    |                 |
| Yelda              | Retenue         | Éliminée    |                 |
| Madini             | Retenu          | Éliminé     |                 |
| Diffo              | Éliminés        |             |                 |
| Richard et Laura   | Éliminés        |             |                 |
| Sophie             | Éliminée        |             |                 |
| LTC                | Éliminés        |             |                 |
| Pixel              | Éliminée        |             |                 |
| Sandrine et Robin  | Éliminés        |             |                 |

### Saison 6
La sixième saison de Révolution a été diffusée du 15 septembre au 1er décembre 2024. Les gagnants sont Sam et Sean, un duo créé pour la sixième saison. 
La saison est surnomée la saison des étoiles, puisque tous les compétiteurs sont issus des saisons précédentes. Du duo gagnant, Samuel Cyr avait auparavant été éliminé durant la finale de la saison 2 et Sean Wathen avait participé à la saison 3 en tant que membre du groupe Break City All Stars, alors éliminés en demi-finale. Il avait ensuite concouru en solo durant la saison 5 où il avait été éliminé en finale.
| Nom                           | Quart de finale | Demi-finale | Finale          |
| ----------------------------- | --------------- | ----------- | --------------- |
| Sam et Sean                   | Retenus         | Retenus     | Grands gagnants |
| Yohe et Yelda                 | Retenus         | Retenus     | Finalistes      |
| BAD                           | Retenues        | Retenues    | Éliminées       |
| Les Sœurs Bégin               | Retenues        | Retenues    | Éliminées       |
| Sacha et Jhaime               | Retenus         | Éliminés    |                 |
| CLIK                          | Retenus         | Éliminés    |                 |
| Adriano et Samantha           | Retenus         | Éliminés    |                 |
| Gabrielle, Jordan et Santiago | Retenus         | Éliminés    |                 |
| Cindy Mateus                  | Éliminée        |             |                 |
| Anna et Valentin              | Éliminés        |             |                 |
| Alex et Alex                  | Éliminés        |             |                 |
| J. Style et Valmont           | Éliminés        |             |                 |

Malheureusement, après 6 saisons consécutives, la compétition de danse fera relâche cet automne. Cependant, TVA a réitéré son intention de diffuser une septième saison, mais aucune date n’a encore été avancée.

## Révolution en tournée
Une série de spectacles inspirés par Révolution et mettant en vedette de nombreux compétiteurs de la série a été lancée le 20 février 2020, avant d'être reportée en raison de la pandémie COVID-19. Les spectacles ont repris en février 2022 avec la mise en scène originale de Serge Benoncourt. Les éditions 2023 et 2024 ont été mises en scène par Lydia Bouchard et ont vendu plus de 125 000 billets à travers le Québec. L’éditions 2025, appelée Révolution Les Etoiles, l’ultime tournée, a aussi été mise en scène par la danseuse et chorégraphe Lydia Bouchard. Déjà plus de 50 000 billets ont été vendus.

### Audience
Révolution compte parmi les émissions les plus populaires sur TVA; l'audience moyenne de la deuxième saison était de 1 347 000 téléspéctateurs par épisode. L'audience de la troisième saison a atteint plus de 1 500 000 téléspéctateurs lors de la finale. Pour la finale de la cinquième saison, les cotes d'écoute s'élèvent à 1 166 800.
Certaines écoles de danse du Québec ont aussi reporté une augmentation des inscriptions à des cours de danse suivant le succès de l'émission,.

### Versions internationales
Le format de Révolution a été acquis en Chine par Hunan TV, en Lithuanie par LNK, en Russie par Channel 1, ainsi qu'en France, en Espagne, et en Pologne ,.
L'émission américaine So You Think You Can Dance a également inauguré un système de capture d'images similaire à celui de Révolution en 2019.

### Récompenses
Prix Gémeaux 2019:
- Meilleure série de variété ou des arts de la scène
- Meilleure réalisation : série ou spécial de variétés ou des arts de la scène
- Meilleure direction photographique ou éclairage humour, variétés toutes catégories

Prix Gémeaux 2020:
- Meilleure série de variété ou des arts de la scène
- Meilleure réalisation : série ou spécial de variétés ou des arts de la scène

Prix Gémeaux 2023: 
- Finalistes : Meilleure émission spéciale ou série: variétés ou arts de la scène

Prix Gémeaux 2024:
- Meilleure émission spéciale ou série : variétés ou arts de la scène
- Meilleure réalisation : variétés ou arts de la scène